# Diptyque de Wilton
Le diptyque de Wilton est un petit retable portatif constitué de deux panneaux articulés peints des deux côtés, réalisé vers 1395-1399 par un maître anonyme, probablement anglais ou français. Représentatif du style gothique international, il est l'une des rares peintures religieuses anglaises du Moyen Âge tardif qui soient parvenues jusqu'à nous. Le diptyque, vraisemblablement commandité par Richard II d'Angleterre pour ses dévotions personnelles, représente ce dernier sur le panneau de gauche, s’agenouillant devant la Vierge et l’Enfant entourés de onze anges sur le panneau de droite. Il est aujourd’hui la propriété de la National Gallery de Londres.

## Caractéristiques techniques
Le diptyque de Wilton est peint sur deux panneaux de chêne (sur un support caractéristique du Nord de l'Europe), insérés dans un cadre du même matériau, et joints par deux charnières qui permettent de le refermer, à la manière d'un livre. Ceci a d'ailleurs permis une bonne conservation des peintures intérieures, alors que les panneaux externes ont été détériorés par les manipulations qu’a subies l’œuvre.
L’artiste a utilisé la technique de la tempera — l’œuf servant de liant aux pigments colorés —, alors commune en Italie. L’arrière-plan et certains détails sont réalisés à la feuille d’or, et l'œuvre a par endroits été travaillé en dessous des dorures pour en améliorer la qualité artistique. Les motifs de brocart des habits du panneau de gauche sont ainsi estampés et gravés. L'outremer naturel, qui domine sur le panneau de droite notamment pour les habits de la Vierge et des anges, provient du lapis-lazuli, une pierre semi-précieuse. La robe de Richard II a quant à elle été colorée au vermillon, un autre pigment très onéreux à l’époque.

## Description et structure
Le panneau intérieur gauche représente Richard II agenouillé devant trois saints, Jean le Baptiste, Édouard le Confesseur et Edmond le Martyr, reconnaissables, de droite à gauche, à leurs attributs. Sur le panneau de droite, la Vierge Marie tenant l’Enfant Jésus dans les bras est entourée de onze anges.

Armoiries de Richard II

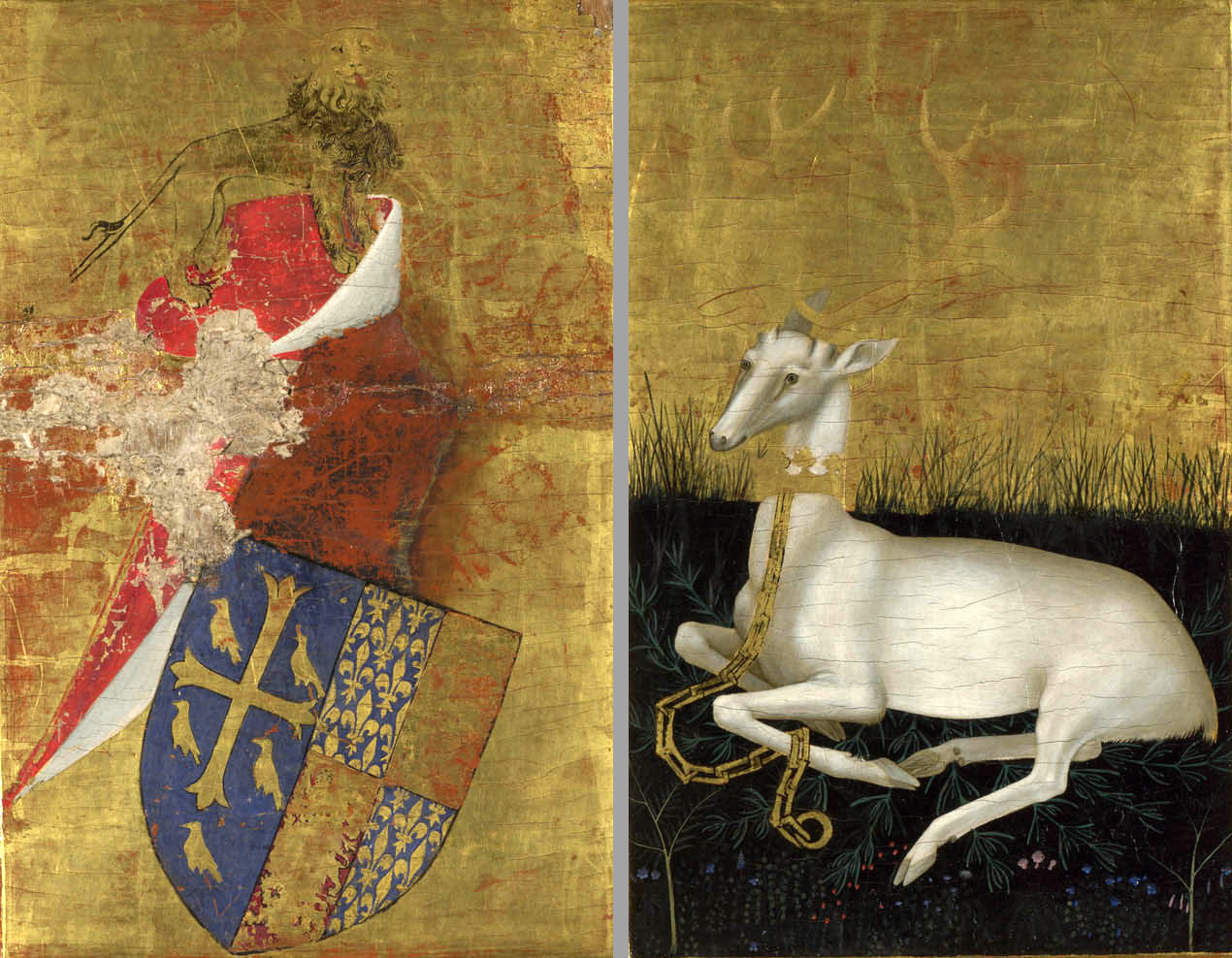
Les panneaux extérieurs

Fermé, le diptyque présente sur le panneau de droite un cerf blanc, emblème de Richard II, couché sur des branches de romarin, dans un pré enherbé, sous un ciel d’or. Celui-ci porte autour de la gorge un collier doré en forme de couronne, où est attachée une chaîne à grosses mailles rectangulaires. Sur l'autre panneau, très endommagé, se trouve un écu figurant les armes adoptées par Richard II à partir de 1395, et qui associent celles — supposées, puisque les blasons n'existaient pas au XIe siècle — d’Édouard le Confesseur et celles des rois d’Angleterre. Derrière l'écu se trouvent un heaume d’argent et une toque de cérémonie rouge surmontée d'un lion couronné.
Les deux panneaux intérieurs sont remarquables par leur complémentarité, en raison du dialogue qu'ils instaurent. Les deux scènes prennent place sous des fonds d'or faisant éclater la richesse du diptyque, mais présentant des motifs géométriques différents. Les contextes spatiaux sont également distincts : alors que le roi et les trois saints se tiennent sur des rochers nus, devant une forêt qui vient boucher l'horizon sur la droite du panneau de gauche, les personnages célestes se tiennent dans une prairie (dont le vert s'est assombri avec le temps) représentée au premier plan, et fleurie de roses, d'iris, de pâquerettes, etc., pour rappeler le jardin du Paradis ou le martyre du Christ.
La prédominance du bleu brillant donne à la scène de droite un caractère précieux qui évoque la nature divine de l'apparition, alors que la scène de gauche joue davantage sur des effets de contrastes et de variations, de couleurs comme de rendu des textures — les habits des quatre personnages étant tous traités différemment. Et le calme de la posture statique de Richard et des saints s'oppose au caractère plus énergique de la scène de la Vierge et l’Enfant, du fait des gestes interrompus de Jésus et des quatre anges qui l'encerclent, mais aussi de la ligne sinueuse dessinée par les sept anges, et leurs paires d'ailes respectives, qui occupent le fond.
Cependant, la posture, les gestes et les regards des personnages du diptyque créent des interactions qui en assurent l'unité, pour suggérer une communication entre les deux univers, terrestre et divin, et les deux panneaux leur correspondant. Le roi et les saints tournent leurs regards vers la droite, alors que l'enfant Jésus et certains anges placés derrière la Vierge regardent vers le roi. Les mains de Richard semblent accueillir l'Enfant, qui effectue quant à lui un geste de bénédiction. Les quatre anges en cercle désignent enfin tous de la main ou du doigt le roi agenouillé sur la partie inférieure du second panneau.

## Iconographie

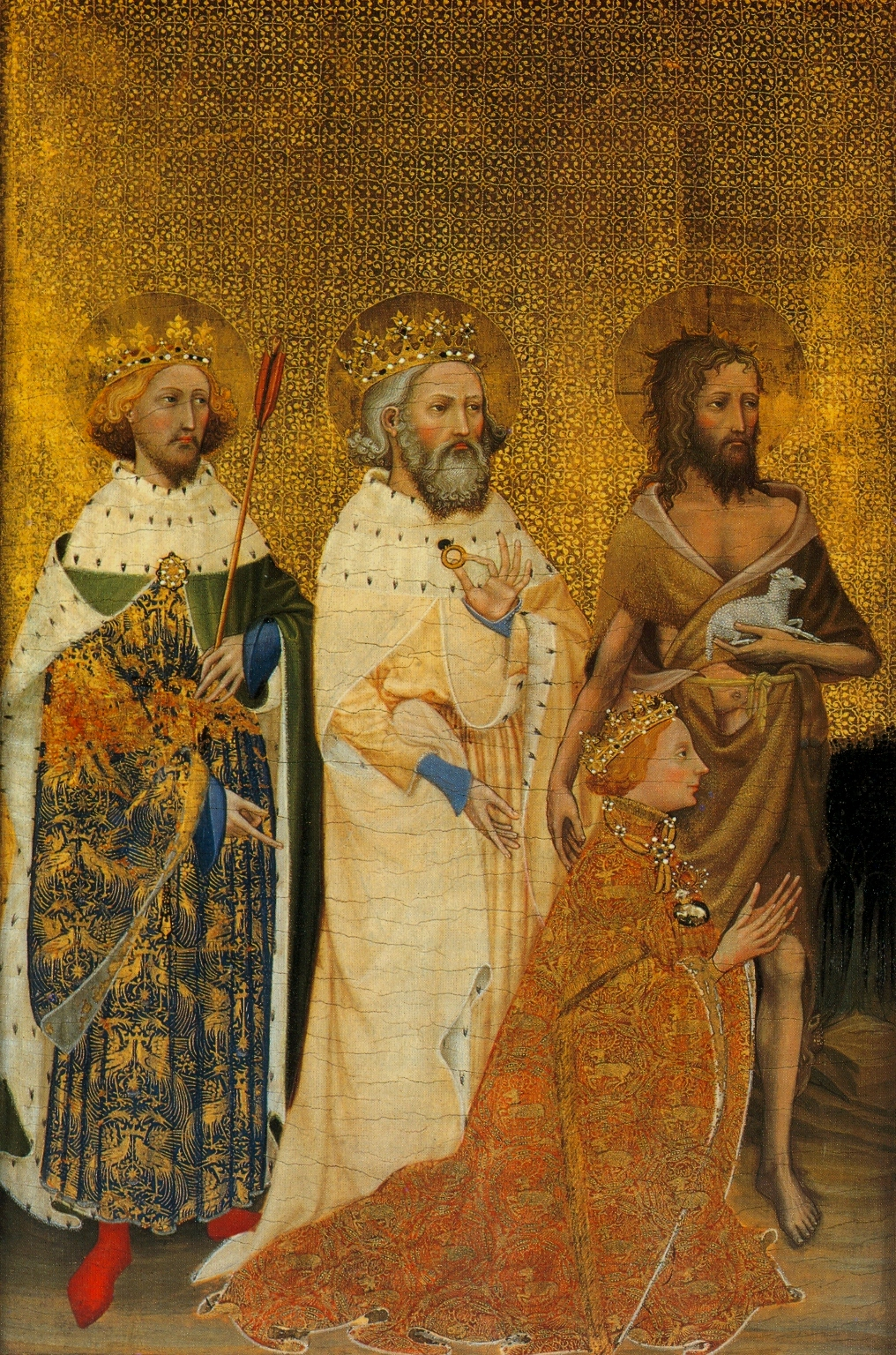
Le panneau intérieur gauche

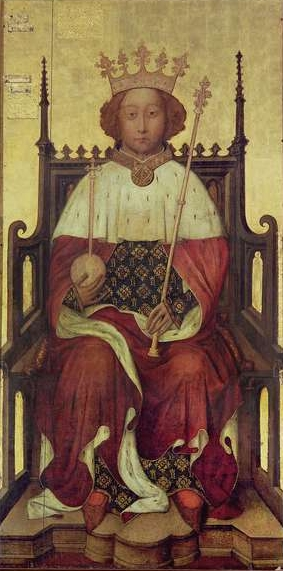
Anonyme, Portrait de Richard II d'Angleterre, mi-1390, Abbaye de Westminster

L’identité du roi s’agenouillant a clairement été établie grâce à la présence insistante de l'emblème personnel de Richard II, le cerf blanc (« White Hart (en) » en anglais), sur le panneau extérieur droit, sur les motifs dorés brodés sur la robe du roi, ainsi que sur la broche d'or et d'émail qu'il porte accrochée sur la poitrine. Cette même broche, attribut de la livrée royale, est reprise sur l'autre panneau, épinglée au côté gauche de la robe bleue de chaque ange.
Les cosses de genêt, en latin planta genista, armes parlantes de la lignée des Plantagenêts, servent en outre de collier au roi comme aux anges, et encerclent en couronne les cerfs tissés sur la robe royale.
La bannière située entre Richard et l’Enfant Jésus représente la croix de saint Georges, symbole de l’Angleterre, et est surmontée d’un minuscule globe à l'intérieur duquel la restauration effectuée en 1992 a révélé la présence d'un château blanc sur une île verte, au milieu d'une mer représentée à la feuille d'argent — aujourd'hui noircie par l'injure du temps. La bannière serait donc passée des mains de l'Enfant Jésus à celle de l'Ange, afin que le premier puisse bénir le Roi : elle représenterait ainsi à la fois l'espoir de la Résurrection, et le pouvoir de droit divin détenu par le Roi sur l'Angleterre.
Les trois saints auréolés, portant pour deux d'entre eux une couronne royale et de riches vêtements, et pour le dernier une humble peau de mouton nouée à la taille par une simple corde, présentent chacun de la main droite Richard agenouillé à la Vierge et l’Enfant. Les attributs qu'ils tiennent dans la main gauche les rendent identifiables : Edmond le Martyr, à gauche, porte la flèche danoise qui l’a tué en 869, Édouard le Confesseur, au centre, serre entre le pouce et l'index l’anneau qu’il donna à un pèlerin (qui se révéla être l'Apôtre Jean), et Jean le Baptiste, à droite, tient contre son sein l’Agneau de Dieu, son symbole. Tous revêtent une signification particulière pour le Roi : Édouard le Confesseur par exemple possède à l’abbaye de Westminster une chapelle qui lui est dédiée, et c'est sur son tombeau que Richard vint se recueillir en temps de crise — les armes supposées d'Édouard étant par ailleurs écartelées de celles des Rois d'Angleterre sur le blason figuré sur le panneau extérieur gauche. Saint Jean-Baptiste, qui touche l'épaule du Roi dont il était le Saint patron, évoque la naissance de Richard, le 6 janvier : une tradition chrétienne ancienne confondait en effet l'Épiphanie et le Baptême du Christ. Mais la présence de trois saints peut aussi évoquer les Rois mages de l'Épiphanie, ou renvoyer à la légende selon laquelle Richard, à sa naissance à Bordeaux, fut visité par les rois d’Espagne, de Navarre et du Portugal.

## Datation
La date à laquelle aurait été réalisée l’œuvre reste discutée dans le monde des historiens d’art. En situant son exécution vers 1395-1399, soit au cours des cinq dernières années du règne de Richard II, la National Gallery adopte une position consensuelle — quand bien même des dates variant entre 1377 et 1413 aient également été avancées. Certains arguent en effet la jeunesse des traits du visage de Richard, né en 1367, pour situer le panneau avant 1395. D'autres cependant mettent en avant l'absence de référence à Anne de Bohême, première épouse du roi, morte de la peste en 1394, et soulignent au contraire la présence insistante du motif de genêt, emblème des Plantagenêts, mais figurant aussi sur les armes du roi de France Charles VI, pour situer l'œuvre après le second mariage de Richard avec Isabelle de Valois, fille de Charles VI, en 1396. D'autres enfin ont proposé de voir dans ce diptyque la réception par les anges de Richard au Paradis, après sa mort en 1400 : mais les circonstances tumultueuses de sa déposition tendent à s'opposer à cette hypothèse, dans la mesure où il serait alors extrêmement difficile de concevoir l'identité du commanditaire de l'œuvre.

## Identification du peintre

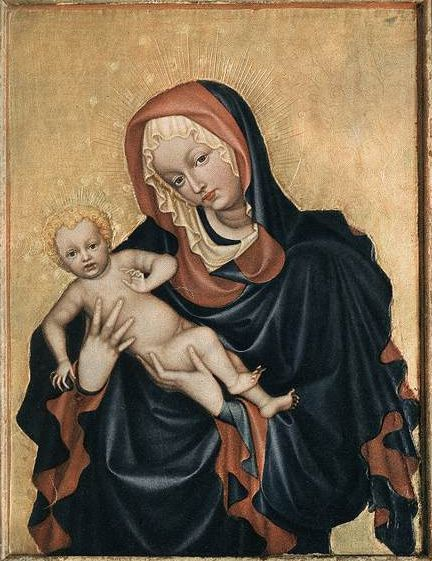
Maître anonyme de Bohême, Madone de la cathédrale Saint Guy, vers 1390-1400, 89 × 77 cm, Národní galerie, Prague

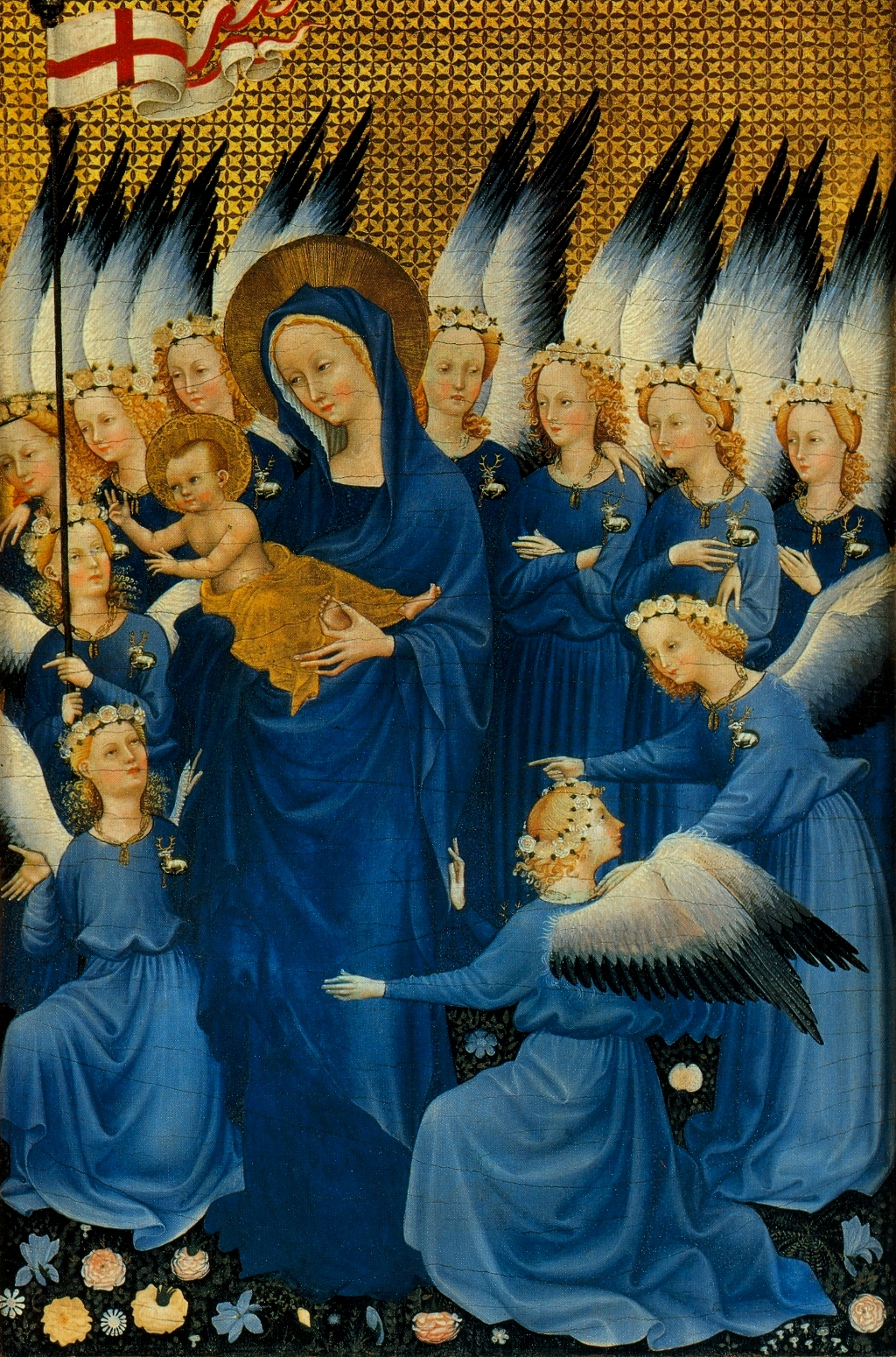
Le panneau intérieur droit

L’artiste, habituellement désigné par le nom conventionnel de « Maître du Diptyque [de] Wilton », n’a pu à ce jour être identifié, ni même associé à d’autres peintures. S'il reste possible qu'il soit anglais — peut-être Thomas Litlington, peintre en titre de Richard II à partir de 1396 —, peu d’œuvres autres que le Diptyque permettent de définir un style gothique anglais propre à l’époque, si ce n'est le portrait de Richard II actuellement conservé à l'abbaye de Westminster.
Considéré comme un représentant du gothique international, il pourrait à ce titre être originaire de « n’importe quelle nation », dans la mesure où les caractéristiques stylistiques picturales étaient alors sensiblement les mêmes dans les différentes cours d'Europe. L'utilisation virtuose du raccourci, par exemple pour l'Ange agenouillé à gauche du panneau de droite, reflète une parfaite connaissance des évolutions récentes de la peinture italienne, surtout siennoise, alors que le rapprochement avec d'autres œuvres réalisées à Prague pour Charles IV et son frère Venceslas, notamment celles du type des « belles Madones », pourrait supposer un peintre amené de Bohême par Anne, première épouse de Richard — et fille de Charles IV.
Les similitudes stylistiques les plus convaincantes, notamment en raison de la qualité exceptionnelle de l'exécution du diptyque, seraient à chercher du côté des manuscrits enluminés du Nord de la France dans les années 1410, et au premier chef ceux des frères de Limbourg. À cette période, il était en effet commun dans le Nord de l’Europe que de tels panneaux, par ailleurs encore relativement rares, soient réalisés par des artistes versés dans les enluminures.

## Propriétaires successifs
La première référence à l'œuvre se trouve dans l’inventaire de la collection d’art de Charles Ier d'Angleterre rédigé par Abraham van der Doort vers 1639 : il y est précisé qu'elle avait été donnée au roi par sir James Palmer. Elle passe, au début du XVIIIe siècle, dans les mains des comtes de Pembroke qui la conservent à la Wilton House, d’où elle tient son nom, jusqu’à ce qu’elle soit vendue à la National Gallery en 1929. Il est par ailleurs assez remarquable que le Diptyque de Wilton ait survécu à l’iconoclasme puritain qui a suivi l’exécution de Charles Ier.

### Traduction
- (en) Cet article est partiellement ou en totalité issu de l’article de Wikipédia en anglais intitulé « Wilton Diptych » (voir la liste des auteurs).